# Der Zaubertrank ist leer
Der Zaubertrank ist leer ist ein Lied der deutschen Schlagerband Wolkenfrei aus dem Jahr 2014. Das Stück ist die fünfte Singleauskopplung aus ihrem Debütalbum Endlos verliebt.

## Entstehung und Artwork
Geschrieben wurde das Lied gemeinsam von Olaf Bossi, Felix Gauder und Alexandra Kuhn. Gauder zeichnete zudem auch für die Abmischung, das Arrangement und die Musikproduktion verantwortlich. Für die Instrumentierung waren Wolkenfrei-Mitglied Stefan Kinski und Nico Schliemann zuständig, die beide an der Gitarre zu hören sind. Die Aufnahme sowie der Produktionsprozess erfolgten in den Stuttgarter Jojo Music Studios.
Alle drei Autoren begannen mit der Albumproduktion Endlos verliebt eine langjährige Zusammenarbeit mit der Band beziehungsweise zu Teilen auch mit Sängerin Vanessa Mai, über das Ende des Bandprojektes hinaus. So waren alle drei nicht nur an der Produktion des Debütalbums beteiligt, sondern auch am Nachfolger Wachgeküsst (Juli 2015). Gauder war darüber hinaus auch an der Produktion von Mais Soloalben Regenbogen (August 2017) und Schlager (August 2018) beteiligt. Im März 2023 waren Bossi und Gauder zudem Teil der Produktion zu Hotel Tropicana, einem Wolkenfrei-Projekt, das von Mai alleine umgesetzt wurde.
Auf dem Frontcover der Single ist – neben Liedtitel und Interpretenangabe – Wolkenfrei-Sängerin Vanessa Mai zu sehen. Es zeigt sie in einem schwarzen Ganzkörperanzug, während sie mit einem angewinkelten Bein auf dem Boden sitzt und den Blick zur Kamera gerichtet hat. Die Fotografie entstand bei den Dreharbeiten zum dazugehörigen Musikvideo. Das besondere an dem Cover ist, dass zum einen nicht der komplette Liedtitel abgedruckt wurde, sondern lediglich das Wort „Zaubertrank“, zum anderen handelt sich nach vier vorherigen Singlecovern um das erste, das lediglich die Leadsängerin zeigt.

## Veröffentlichung und Promotion
Die Erstveröffentlichung von Der Zaubertrank ist leer erfolgte am 7. Februar 2014 bei Ariola, als Teil von Wolkenfreis Debütalbum Endlos verliebt (Katalognummer: 88883 75243 2). Der Vertrieb erfolgte durch Sony Music Entertainment, verlegt wurde das Lied durch AFM Publishing, OneTwoFour Publishing und den Rudi Schedler Musikverlag. Im Februar des Folgejahres erschien das Lied zunächst als Promo-Single, ehe es am 6. März 2015 als fünfte und letzte Singleauskopplung aus dem Album veröffentlicht wurde. Diese erschien als digitale 2-Track-Single zum Download, die neben der Radioversion den sogenannten „Hazienda“-Remix als B-Seite beinhaltet. In den folgenden Jahren wurde der Titel auf diversen weiteren Alben von Wolkenfrei und Vanessa Mai veröffentlicht, so unter anderem ein weiterer „Dance Mix“ auf der „Shop24Direct“-Version von Wolkenfreis zweiten Studioalbum Wachgeküsst (Juli 2015), eine Akustikversion auf der Kompilation Für Dich – Akustik Best Of (Juli 2017), oder eine Neueinspielung auf Mais fünften Studioalbum Schlager (August 2018).
Um das Lied zu bewerben, erfolgten unter anderem Liveauftritte bei ZDF-Fernsehgarten on Tour am 15. Februar 2015 sowie in der MDR-Musikshow Die Party mit Ross Antony am 17. Juli 2015.

## Inhalt
| „Der Zaubertrank ist leer. Die Magie ist viel zu lang her. Dieses Kribbelgefühl. War vielleicht auch nur ein Trick, vielleicht nur ein Spiel. Die Illusion ist vorbei. Und ich glaubte so an uns zwei. Ich war in deinem Bann. Ich wollt nicht seh’n, dass auch ein Zauber vorbeigeh’n kann. Die Illusion ist vorbei.“ – Refrain, Originalauszug | Der Liedtext zu Der Zaubertrank ist leer ist in deutscher Sprache verfasst und stammt von Olaf Bossi, Felix Gauder und Alexandra Kuhn. Alle Texter waren zugleich für die Komposition zuständig und komponierten die Musik in Cis-Dur mit 125 Schlägen pro Minute. Musikalisch bewegt sich das Lied in den Bereichen der Popmusik und des Schlagers, stilistisch im Bereich des Popschlagers. Inhaltlich geht es in Der Zaubertrank ist leer um das schwindene Interesse an einer Person, nachdem man zunächst in eine Art Schockverliebtheit verfallen sei. Während es in den Strophen um den Zustand des schockverliebtseins geht („Als du mich verzaubert hast […] Eine Achterbahn ins Glück“), beschreibt der Refrain die desillusionierende Wahrheit, dass man sich doch in dem Gefühl getäuscht habe („Der Zaubertrank ist leer […] Die Illusion ist vorbei“). Sängerin Vanessa Mai sagte folgendes zum Titel: „Mit diesem Song verbinde ich sehr viel, es war der erste eigene “Wolkenfrei Song” den wir auf die Bühne gebracht haben. Mit diesem Song hat quasi alles angefangen, und die Reaktionen auf diesen Song sind einfach toll!“ |

Aufgebaut ist das Lied aus zwei Strophen, einem Refrain sowie einer Bridge. Es beginnt mit der ersten Strophe, die als Vierzeiler geschrieben wurde. Auf diese folgt zunächst der dreizeilige Prechorus, ehe der Hauptteil des Refains einsetzt, welcher neun Zeilen umfasst. Der gleiche Aufbau wiederholt sich mit der zweiten Strophe, nur das der zweite Prechorus umgeschrieben wurde. Nach dem zweiten Refrain setzt als musikalisches Zwischenspiel die Bridge ein, die lediglich nochmals die Textzeile „Der Zaubertrank ist leer“ wiederholt und von einem kurzen Instrumental begleitet wird, ehe das Lied mit dem dritten Refrain endet, der diesmal direkt mit dem Hauptteil einsteigt. Der Hauptgesang stammt von Vanessa Mai, die beiden anderen Bandmitglieder Marc Fischer und Stefan Kinski sind lediglich Teil des Begleitgesangs. Darüber hinaus ist auch Koautor Bossi im Begleitgesang zu hören.

## Musikvideo
Das Musikvideo zu Der Zaubertrank ist leer feierte seine Premiere am 16. Februar 2015 auf der Videoplattform YouTube. Dieses lässt sich in zwei Abschnitte unterteilen. Zum einen zeigt es die Wolkenfrei-Sängerin Vanessa Mai in einer Art Spiegelkabinett, während sie das Lied singt und sich dazu bewegt, zum anderen zeigt es die Sängerin in einer verschneiten Waldlandschaft. Die Gesamtlänge des Videos beträgt 3:18 Minuten. Bis Juli 2025 zählte das Video über 15,6 Millionen Aufrufe auf YouTube.

## Mitwirkende
| Liedproduktion - Olaf Bossi: Begleitgesang, Komposition, Liedtext - Felix Gauder: Abmischung, Arrangement, Komposition, Liedtext, Musikproduktion - Marc Fischer: Begleitgesang - Stefan Kinski: Begleitgesang, Gitarre - Alexandra Kuhn: Komposition, Liedtext - Vanessa Mai: Gesang - Nico Schliemann: Gitarre | Unternehmen - AFM Publishing: Verlag - Ariola: Musiklabel - Jojo Music Studios: Tonstudio - OneTwoFour Publishing: Verlag - Rudi Schedler Musikverlag: Verlag - Sony Music Entertainment: Vertrieb |

## Rezeption
Karsten Heimberger von Salsango beschrieb Der Zaubertrank ist leer als einen der besten Titel vom insgesamt guten Album Endlos verliebt. Am Titel selbst sei nichts geändert worden, in der Darstellung schon. Sängerin Vanessa Mai stehe im Video nun eindeutig im Fokus. Das sei nicht ganz ungeschickt und zu erwarten gewesen. Die Band bestehe neben Mai noch aus Stefan Kinski und Marc Fischer, die die Initiatoren und Gründungsmitglieder von Wolkenfrei seien. Die beiden hätten aber in den bisherigen Videos eher eine Rolle wie einst Dieter Bohlen bei frühen Modern-Talking-Videos. Sie hatten eine Gitarre und eine Keytar um den Hals und seien mehr oder weniger geschickt im Hintergrund geturnt. Das sei den beiden vermutlich gar nicht gerecht bezogen auf ihre Rolle innerhalb von Wolkenfrei. Eine solche Dreier-Konstellation darzustellen, sei jedoch nicht leicht. So sei es jetzt konsequenter, Mai als ‚Aushängeschild‘ zu etablieren. Wer sich mit der Band beschäftigt, werde die Rolle von Fischer und Kinski dennoch schätzen.
Beim deutschsprachigen Online-Magazin SchlagerPlanet hieß es, dass das Musikvideo eine nachdenkliche Mai in einer verschneiten Waldlandschaft, aber auch eine junge Frau die mit modernen Tanzeinlagen überzeugen könne, zeige. Das Lied sei eine Mischung aus romantischen Texten und poppigen Beats. Durch ihre moderne und hippe Art spiele sich Wolkenfrei in das Herz der Schlagerfans.